# Carles Galtés de Ruan
Carlos Galtés (Charles Galter), de Ruan, llamado también mestre Carlí en Barcelona y Lérida y maestre Carlín en Sevilla. Ruan (Francia), 1378 - Sevilla, ¿1448?. Arquitecto gótico.

## Biografía
Se conoce su procedencia por el acta en el tribunal de Coltellades del 20 de enero de 1413, donde comparece por una pelea y que dice:

..mestre Carlí piquer, mestre de la Seu de Lleida natural de la ciutat de Ruan del regne de França..

Se desplazó a Barcelona para trabajar en su catedral, donde proyectó en papel de pergamino, en 1408, las trazas de la fachada principal; a pesar de no haberlas llevado a cabo, a finales del siglo XIX, la actual fachada neogótica fue finalizada en el siglo XIX por Josep Oriol Mestres, basada en ese proyecto.
Dirigió la construcción de la Seo Vieja de Lérida desde el 28 de marzo de 1410 hasta el año 1427, según la última documentación. La construcción del campanario y su cerramiento fue obra de él.
En Sevilla trabajó en el proyecto de la catedral gótica, conociéndosele con el nombre de maestre Carlín, documentado desde el 25 de mayo de 1435 con el pago de 1000 maravedíes como maestro mayor;  sigue saliendo en diversas notas hasta 1448, año en que, un documento indica que ya no habitaba la casa de los maestros mayores de la catedral, creyéndose que ocurrió su muerte por esa fecha.